# 리플렉 비트
리플렉 비트(REFLEC BEAT)는 2010년, 코나미에서 발매한 리듬게임을 말한다. 일본엔 2010년 11월 4일에 발매되었고 국내에서는 2011년 1월 10일에 발매되었다. 후속작으로 리플렉 비트 라임라이트가 있다. 또한 iPad 전용 게임으로 리플렉 비트 플러스가 2011년 11월 24일 발매되었다.

## 개요
2008년에 등장한 jubeat이후 2년 만의 비마니 신작이다.
업소용 BEMANI 시리즈 중 처음으로 터치패널을 채용했으며 《키보드매니아 3rd》이후 첫 〈세로형 화면 사용 작품〉이기도 하다. 하지만 jubeat의 패널 부분도 〈세로형 화면〉으로 불리기도 해 3년 만에 나온 것으로 보기도 한다.
수록곡은 jubeat와 같이 비교적 대중적인 판권곡을 수록했지만 신곡과 이식곡을 따지지 않고 BEMANI 오리지널 악곡도 대거 수록되어 있다. (단, 처음 플레이시 전부 은폐곡)
또한 유비트 리플즈 어펜드에서의 mihimaruGT에 이어 이번 작에서는 GIRL NEXT DOOR와의 타이 업을 이뤄 데뷔곡인 《우연의 확률》과 2010년 10월에 발매된 최신곡 《Ready to be a lady》에 더해 은폐곡으로 《Infinity》도 수록되어 있다. 라이센스 곡을 은폐곡으로 처리해 놓은 것은 BEMANI 시리즈에서 매우 드문 편이다.

## 게임 시스템
〈신감각 대전형 리듬 액션 게임〉라고 소개 하고 있다. 터치 패널을 사용해 조작하는 대전형 게임이다. 흔히 말하는 에어하키의 요소로 터치패널인 화면상에서 리듬에 맞춰 움직이는 오브젝트를 판정 라인에 터치해 없애거나 상대에게 오브젝트를 튕겨 반격하거나 상대와 점수를 겨루는 대전형 게임이다. 대전 가능한 플레이어가 없는 경우 컴퓨터와 대전하게 된다.
플레이 도중 나오는 곡은 jubeat와 같이 리듬에 맞춤의 지표로 사용되며 오브젝트를 터치했을 때 키음이 아닌 터치소리 (일명 목탁소리)가 들리게 되어 있다. 최종적으로 점수가 높은 쪽이 승리.
게임 모드는 ONLINE BATTLE (전국 온라인 대전)과 LOCAL BATTLE (점내 대전) 2종류로 코나미의 사이버머니 《PASELI》를 사용하는 경우 강제적으로 ONLINE BATTLE이 선택된다. 난이도 구성은 BASIC, MEDIUM, HARD 이렇게 3종류로 HARD가 제일 어렵다.
상대를 이기는가 리절트 화면에서 랭크 A 이상 판정・PASELI 전용의 〈라운드 보증 있음〉로 플레이 한 경우・LOCAL BATTLE의 경우는 다음 라운드에 진행되게 된다.

### 오브젝트
아랫쪽의 판정선을 향해 날아오는 파란색/빨간색의 일반 오브젝트, 위쪽의 두 개의 원으로 날아오는 초록색의 2-TOP 오브젝트가 있다. 일반 오브젝트 중에는 금색 테두리를 두르는 오브젝트가 있는데, 이 오브젝트로 아래의 JUST REFLEC를 사용할 수 있다.

### JUST REFLEC
상대방을 향해 튕겨나가는 금색 오브젝트를 JUST 판정으로 처리한상태에서 슬라이드하면 JUST REFLEC이라는 것이 발동되는데, 일종의 필살기이다.
아주 빠른속도로 오브젝트가 날아오기 때문에 오브젝트가 무수히 날아오는 상황에서는 처리하기가 힘들다. JUST REFLEC를 사용한 플레이어는 10포인트를 받으며, JUST REFLEC상태로 오는 오브젝트를 처리하지 못했을경우, 기본 대미지인 3포인트와 함께 JUST REFLEC 대미지 10포인트를 추가로 받게되어, 총 13포인트의 대미지를 받게된다.
사용하기 위해서는 JUST REFLEC GAUGE를 모아야 하는데,2TOP 오브젝트 사이에서 확인할 수 있으며, 3개까지 모아서 사용할 수 있으며 리플렉 비트 콜레트에서는 5개까지 모아서 사용할 수 있다.

## 시리즈

### 리플렉 비트 라임라이트
초기작과 다른점이라면 초기작은 경험치로 레벨을 올려 곡이 차례대로 해금되던 반면에 라임라이트에서는 라임이라는 씨앗을 모아서 글라스를 채우면 곡이 해금된다. 여러개의 글라스 중 하나를 선택해서 라임을 채울 수 있기 때문에 곡 해금의 폭이 넓어졌으며, 특정 글라스를 모두 해금할 경우 새로운 글라스가 생기게 된다.
현재까지 나온 최종 글라스는 라임라이트 글라스 10, 리플렉비트 글라스 3, 유비트 글라스 3까지 나와있다.
그레이드 시스템에도 변화가 있었는데 초기작에서는 게임을 모두 끝내고 마지막에 승패와 성적에 따라 오르고 내려가는 점수가 달라졌던 시스템에서 라임라이트에서는 매 곡을 플레이시 마다 순수 자신의 성적만을 반영해서 그레이드가 오르고 내려간다. 표기방식 역시 D~S1에서 초록라임0~빨강라임12로 바뀌게 되었다. 그레이드 라임의 색깔을 초록-주황-파랑-빨강 순이며 빨강라임12에 가까울수록 실력이 뛰어나다.
가장 큰 변화는 역시 탑노트의 변화로 기존에 이지는 탑노트가 안나오고 노말은 리플렉비트에서와 같이 2탑 형식으로 탑노트가 나오며 하드는 탑노트가 양쪽 두부분에 랜덤하게 나오던 것이 라임라이트로 오면서 탑노트가 왼쪽, 중앙, 오른쪽 세곳에 나오는 3탑 형식으로 변경이 되었고, 특정곡 난이도 상승을 막기 위해 탑노트만큼은 나오는 위치를 고정시켰다. 탑노트의 위치를 고정시킴으로써 더욱 더 다양한 채보를 만들 수 있게 되었다.

### 리플렉 비트 콜레트
일본에서는 2012년 11월 28일 정식발매(기체를 구매한 업주에 한해 11월 21일에 선행가동되었다), 한국에서는 2012년 12월 15일 발매되었다. 이 작품부터 e-AMUSEMENT Participation이 적용되어 오프라인 모드 가동이 불가능해졌으며, 해상도가 1920x1080 Full HD를 지원한다. 그레이드가 개편되어 더욱 상위 그레이드인 블랙 팔레트가 추가되었다. 작품 테마인 "계절"에 맞춰 일정 주기마다 대형 업데이트를 실시했으며, 겨울 버전으로 시작해 봄, 여름, 가을 버전을 거쳐 올 시즌 버전으로 마무리되었다.

### 리플렉 비트 그루빈
2014년 6월 4일 가동. 온라인 업데이트를 이용했기 때문에 한국과 일본이 동시 가동되는 첫 리플렉 비트 시리즈가 되었다. 테마는 "힙합". SPECIAL 난이도나 버티컬 오브젝트가 추가되었으며, 전작의 매칭 그레이드가 삭제되는 대신 새로운 실력 측정 요소인 리플렉 도장이 추가되었다.

### 리플렉 비트 그루빈 어퍼
2014년 11월 20일 업데이트된 리플렉 비트 그루빈의 대형 업데이트. 어퍼 게이지와 어퍼 포인트가 추가되었으며 동시치기 오브젝트의 표시 방법이 바뀌었다. 또한 기존의 클리어방식이 아닌 하드 게이지와 슈퍼 하드 게이지가 추가되었다.

### 리플렉 비트 VOLZZA (볼짜)
2015년 10월 28일 가동. 새로운 시스템으로 슬라이드 오브젝트가 등장했으며, 난이도가 기존의 10+레벨에서 12레벨 (→ 13레벨)제로 변경되었다. 또한 전작에서 삭제되었던 매칭 그레이드가 부활했으며, 전작의 리플렉 도장은 클래스 체크 모드로 개편되었다. 또한 쉐어 박스를 통해 상대방이 해금한 곡을 미해금한 사람이 체험할 수 있는 시스템이 추가되었다.

### 리플렉 비트 VOLZZA 2 (볼짜2)
2016년 3월 24일(일본), 2016년 4월 1일(한국) 가동. 볼짜의 대형 업데이트로, 테마색이 파란색에서 주황색 계열로 바뀌었다. 스킬 레이트가 도입되었으며 마이 코스 모드라는 신 모드가 추가되었다.

### 리플렉 비트 유구의 리플레시아
2016년 12월 1일(일본), 2016년 12월 8일(한국) 가동. 테마는 "RPG"이다. 기존의 FHD 해상도에서 768×1280로 줄어들었고, 판정이 조금 더 완화되었다. 시스템적으로도 채보 속도의 일괄화, 빅뱅 오브젝트와 스위치 오브젝트가 추가되었으며 볼짜에서 추가된 슬라이드 오브젝트는 삭제되었다. 또한 전작의 프로그램을 그대로 사용하지 않고 새로 제작되었기 때문에 기존 데이터들이 호환되지 않아 컨텐츠들은 리플레시아 사양으로 리뉴얼되어 수록되고 있다.